# Киричук Олександр Олексійович
Олександр Олексійович Киричук (нар. 2 липня 1973, місто Луцьк Волинської області) — український діяч, 1-й заступник голови Волинської обласної державної адміністрації, тимчасовий виконувач обов'язків голови Волинської обласної державної адміністрації (з 11 червня по 2 грудня 2019 року).

## Життєпис
У 1991 році закінчив Луцький кооперативний навчально-виробничий комплекс «ПТУ-технікум», організація кооперативної торгівлі, товарознавство товарів народного споживання, товарознавець-організатор.
У серпні 1995 — травні 2004 року — підприємець.
У травні 2004 — січні 2007 року — помічник-консультант ТзОВ «Континіум-Укр-Ресурс» у місті Луцьку.
У лютому 2006 — липні 2016 року — директор ТзОВ «Тарлес» за сумісництвом.
У лютому 2007 — березні 2009 року — 1-й заступник директора ТзОВ «Західбуд індустрія».
У березні 2009 — квітні 2011 року — комерційний директор ТзОВ «Евротон».
У квітні — травні 2011 року — заступник директора державного комунального підприємства «Луцьктепло» Волинської області.
У 2011 році закінчив Київський національний торгово–економічний університет, маркетинг, спеціаліст з маркетингу.
У червні 2011 — грудні 2014 року — директор державного комунального підприємства «Луцьктепло» Волинської області.
У грудні 2014 — жовтні 2015 року — тимчасово не працював.
У жовтні 2015 — травні 2016 року — керівник проектів керівництва та функціональних виконавців ДП «Укравтогаз» регіонального виробничого управління «Київавтогаз».
У травні — липні 2016 року — радник апарату при керівництві регіонального виробничого управління «Львівавтогаз».
У 2016 році закінчив приватний вищий навчальний заклад «Академія рекреаційних технологій і права», педагогіка вищої школи, викладач університетів та вищих навчальних закладів, викладач професійно-технічного навчального закладу, професіонал з інноваційної діяльності.
У липні 2016 — липні 2018 року — директор ТзОВ «Тарлес».
У липні — листопаді 2018 року — тимчасово не працював.
З листопада 2018 року — перший заступник голови Волинської обласної державної адміністрації.
З 11 червня по 2 грудня 2019 року — тимчасовий виконувач обов'язків голови Волинської обласної державної адміністрації.